# Pietro Braga
Pietro Giuseppe Braga (Martignana di Po, 11 settembre 1898 – Casalmaggiore, 27 marzo 1970) è stato un calciatore italiano.

## Carriera
Giocò la sua prima stagione tra le file del Genoa esordendo nell'incontro del 5 dicembre 1920 contro la SPES Genova.
Con il Grifone raggiunge il secondo posto del girone semifinale A della Prima Categoria 1920-1921.
Dal 1922 è alla Triestina, e con gli alabardati rimarrà sino al 1926.
Con i triestini otterrà una promozione a tavolino in Seconda Divisione dalla Terza Divisione Giuliana, disputando due stagioni in cadetteria ottenendo due salvezze.